# توم روزنبرغ
توم روزنبرغ (بالإنجليزية: Tom Rosenberg)‏ هو منتج أفلام أمريكي، ولد في القرن العشرين في شيكاغو في الولايات المتحدة.

## وصلات خارجية
- توم روزنبرغ على موقع IMDb (الإنجليزية)
- توم روزنبرغ على موقع بوكس أوفيس موجو (الإنجليزية)
- توم روزنبرغ على موقع قاعدة بيانات الفيلم (الإنجليزية)